# 私の優しくない先輩
『私の優しくない先輩』（わたしのやさしくないせんぱい）は、日日日作のラブコメディ小説である。第1回恋愛小説コンテストラブストーリー大賞受賞作。碧天舎より2005年2月に刊行されていたが、碧天舎の倒産により絶版となる。その後、2010年に講談社から新装版が刊行された。
2010年に『THEデザート』（講談社）にて時遠季沙によるコミカライズが連載された。また、同年7月には映画が公開された。

## あらすじ
九州にある火蜥蜴島に引っ越してきた西表耶麻子は、乱暴で強面な先輩・不破風和や病気による呼吸混乱による鬱で自殺を考える苦しい日々を過ごしていた。しかし、耶麻子を支える唯一の心の支えは大大大好きな南愛治への想いだった。ある日の体育の授業で、不破先輩によって前回りや後回りを成功させた耶麻子は、その拍子でラブレター12号を落としてしまい、大大大嫌いな不破先輩に見られてしまう。不破先輩はお節介にも愛治と耶麻子の距離を近づけるために筧喜久子らと出店大作戦を決行させる。

## 登場人物
西表耶麻子（いりおもて やまこ）
本作の主人公。3か月前に九州にある火蜥蜴島に病気療養のために引っ越してきた。高校1年生の16歳で、心臓に病気を持っている。先輩である愛治のことが大好きだが、想いを伝えることができずにいた。ある日、不破先輩にラブレターを見られたことがきっかけで、不破先輩によるお節介な告白大作戦に巻き込まれてしまう。でんぐり返しが大の苦手で、一度も成功したことがなかったが、不破先輩によって成功した。ある日、父にデートに行かないかと誘われ、そこで自分の命が残り少ないことを確信する。最後には不破先輩と病室でキスをした。愛治が不良だという事を知り、少しずつ彼への想いが下がっていく。妄想が大好き。「きずかれないズルはズルではない」など、独自の考えを持っている。映画では愛治君への思いを忘れないうちに封じ込めるための宝箱を持っている。
不破風和（ふわ ふうわ）
本作のもう一人の主人公。火蜥蜴島高校の3年生。耶麻子からは「私の優しくない先輩」と呼ばれる。強面で乱暴者だが、常にまっすぐで前向きな性格。耶麻子にとっては苦手な存在だった。
南愛治（みなみ あいじ）
不破先輩の同級生で、耶麻子の憧れの存在。校内では優しくふるまうが、実は不良という裏の顔を持っている。
筧喜久子（かけい きくこ）
火蜥蜴島高校の高校2年生。和風でこぢんまりとした家が多い火蜥蜴島だが、彼女は洋風で大きな家に住んでいる。耶麻子とは違い、いじめによって火蜥蜴島に引っ越してきた。愛治に告白される。

## 既刊一覧

### 小説
- 日日日 『私の優しくない先輩』 碧天舎、2005年2月20日初版第一刷発行、ISBN 4-88346-724-4
  - 「講談社版」2010年6月23日第1刷発行（6月25日発売[2]）、ISBN 978-4-06-216269-2

### 漫画
- 日日日（原作） / 時遠季沙（作画） 『私の優しくない先輩』 講談社〈プレミアムKC〉、2010年7月13日発売[3]、ISBN 978-4-06-365615-2

## 映画
2010年7月17日公開の日本の映画作品。主演は川島海荷と金田哲（はんにゃ）。沖縄国際映画祭出品作品。
『かんなぎ』などのテレビアニメ作品を手がけてきた山本寛が初めて実写映画に参加する作品でもある。友情出演した声優、戸松遥、下野紘、花澤香菜の出演シーンを当てるキャンペーンも行われた。講談社より時遠李沙作画によるコミック版も発売された。なおコミック版は原作版とも映画版とも展開・結末は異なる。
監督曰く、「この作品でセカイ系に決着をつけた」とのこと。
全国17スクリーンで公開（以降順次公開）。ぴあ初日満足度ランキングでは、第3位を記録した。2010年12月に行われた映画祭第2回TAMA CINEMA FORUMに出品され、監督の山本寛が第2回TAMA映画賞 最優秀新進監督賞を、不破風和役の金田哲が第2回TAMA映画賞 最優秀新進男優賞をそれぞれ受賞した。

### あらすじ（映画）
東京から九州の火蜥蜴島（ひとかげじま）に引っ越して来た西表耶麻子は南愛治先輩に会うことが唯一の生き甲斐。生まれつき心臓が悪い彼女は、体育の授業で1人ぽつんと見学しているときも、人ごみの中を1人で歩くときも宇宙でふわふわしているように妄想して過ごす。全校生クラブ加入の高校の2人きりの体操部で耶麻子にはキモい不破先輩という天敵がいた。身体の弱さを完全無視したスパルタ指導におびえていた。耶麻子はでんぐり返しを失敗してラブレターを不破に拾われ、南を好きなことがばれる。不破は夏祭りに向けて勝手に「南くんへの告白大作戦」＝「タコ焼き大作戦」と名づけ、追い立てる。クラスで耶麻子が唯一優越感を持って接することのできる喜久子も巻き込む。順調に楽しく練習は進み、毎日南に会えるようになった耶麻子は全てがバラ色に見えてきた。ある日、喜久子が「南先輩から告白された」「どうすればいいかなぁ」と衝撃の事実を知らされ、「友だちでいなさい」と忠告する。パパが優しくしてくれるようになり、もうすぐ死ぬと確信する。不破先輩は病気を理由にまっすぐ生きてないと説教し、殴られ、殴り返す。でも、勢いででんぐり返しができる。夏祭りにたこ焼き屋をして、たこ焼き臭さが気持ちよかった。南と話すが、推薦を狙っているから不良と付き合っていることは話すな、と釘をさされる。不破から熱いことをいわれて倒れ、死の境をさまよう…。

### キャスト
- 西表耶麻子（いりおもて やまこ） - 川島海荷[5]
- 不破風和（ふわ ふうわ） - 金田哲（はんにゃ）[5]
- 南愛治（みなみ あいじ） - 入江甚儀[5]
- 筧喜久子（かけい きくこ） - 児玉絹世（いもうと）[5]
- 小学生時代の耶麻子 - 永野芽郁
- 西表美千代（いりおもて みちよ） - 小川菜摘[5]
- 西表誠（いりおもて まこと） - 高田延彦 [5]
- 友情出演 - 戸松遥[5]（耶麻子の同級生役）、下野紘[5]（南愛治の同級生役）、花澤香菜[5]（カフェテリアの店員役）、東浩紀[5]（医師役）

### 主題歌
- Umika as Yamako「MajiでKoiする5秒前」（作詞・作曲：竹内まりや、編曲：神前暁）[6][7] - 主演・川島海荷がカバー

### 挿入歌
- Umika as Yamako「苺色のきもち」（作詞：meg rock、作曲・編曲：神前暁）
- Umika as Yamako「大大大スキ!」（作詞：大野敏哉、作曲、編曲：神前暁）
- 「亡き王女のためのパヴァーヌ」
- 「マ・メール・ロワよりパゴダの王女レトロネット」
- 「マ・メール・ロワより妖精の国」

### スタッフ
- 監督 - 山本寛[5]
- 助監督 - 山内健嗣[5]
- アクション監督 - 川本直弘[5]
- 脚本 - 大野敏哉[5]
- 原作 - 日日日[5]
- 美術 - 橋本優[5]
- 撮影 - 藤井昌之[5]
- 編集 - 伊藤潤一[5]
- 衣裳 - 江口久美子[5]
- ヘアメイク - 田代ももこ[4]
- 照明 - 舘野秀樹[5]
- 録音 - 山田幸治[5]
- 音楽 - 神前暁[5]
- コリオグラファー - 夏まゆみ[5]
- エグゼクティブ・プロデューサー - 夏目公一朗[5]、吉羽治[5]、豊島雅郎[5]、安藝貴範[5]、小西啓介[5]
- チーフ・プロデューサー - 岩上敦宏[5]、針生雅行[5]
- プロデューサー - 宇田充[5]、渡辺和昌[5]、南成江[5]
- 特別協力 - カルピス
- 製作担当 - 三上慎一[4]
- 制作プロダクション - アスミック・エース[4]、ブロードマークス[4]
- 製作 - アニプレックス[4]、講談社[4]、アスミック・エース[4]、グッドスマイルカンパニー[4]、ファントム・フィルム[4]、博報堂DYメディアパートナーズ[4]
- 配給 - ファントム・フィルム[4]

### ソフト化
2011年2月23日にアニプレックスより発売。
- 私の優しくない先輩 通常版（DVD1枚組）
  - 映像特典
    - 特報・劇場予告編・TVスポット

  - 音声特典
    - オーディオコメンタリー（川島海荷×金田哲×監督：山本寛）
- 私の優しくない先輩 完全生産限定版（DVD2枚組）
  - ディスク1：本編DVD（通常版と同様）
  - ディスク2：特典DVD
    - メイキング「私たちの優しくない撮影」
    - メイキングエキストラ
    - プロモーションメイキング
    - アナザーエンディング（エンドロール・ダンスシーンの別バージョンを2パターン収録）
    - 「MajiでKoiする5秒前」ミュージックビデオ
    - 「MajiでKoiする5秒前」ダンスレッスンムービー

  - 封入特典
    - Original Photobook（60P）

  - 特製スリーブケース付き（リバーシブル仕様）

### 書籍
- 『私の優しくない先輩OFFICIAL BOOK』 一迅社、2010年2月5日初版発行、ISBN 978-4-7580-1191-4

### コラボレーション
川島が出演している「カルピスウォーター」のCMに、金田が優しくない先輩役として出演するなど、映画とCMがコラボレーションしている。
また、当映画公開を記念したダンスコンテストが開催された。最優秀作品に選ばれた「MajiでKoiして踊り隊☆」のメンバーには当時新人声優だった諏訪彩花がいた。